# Évran
Évran é uma comuna francesa na região administrativa da Bretanha, no departamento Côtes-d'Armor. Estende-se por uma área de 23,65 km². Em 2010 a comuna tinha 1 756 habitantes (densidade: 74,2 hab./km²).